# Heresy

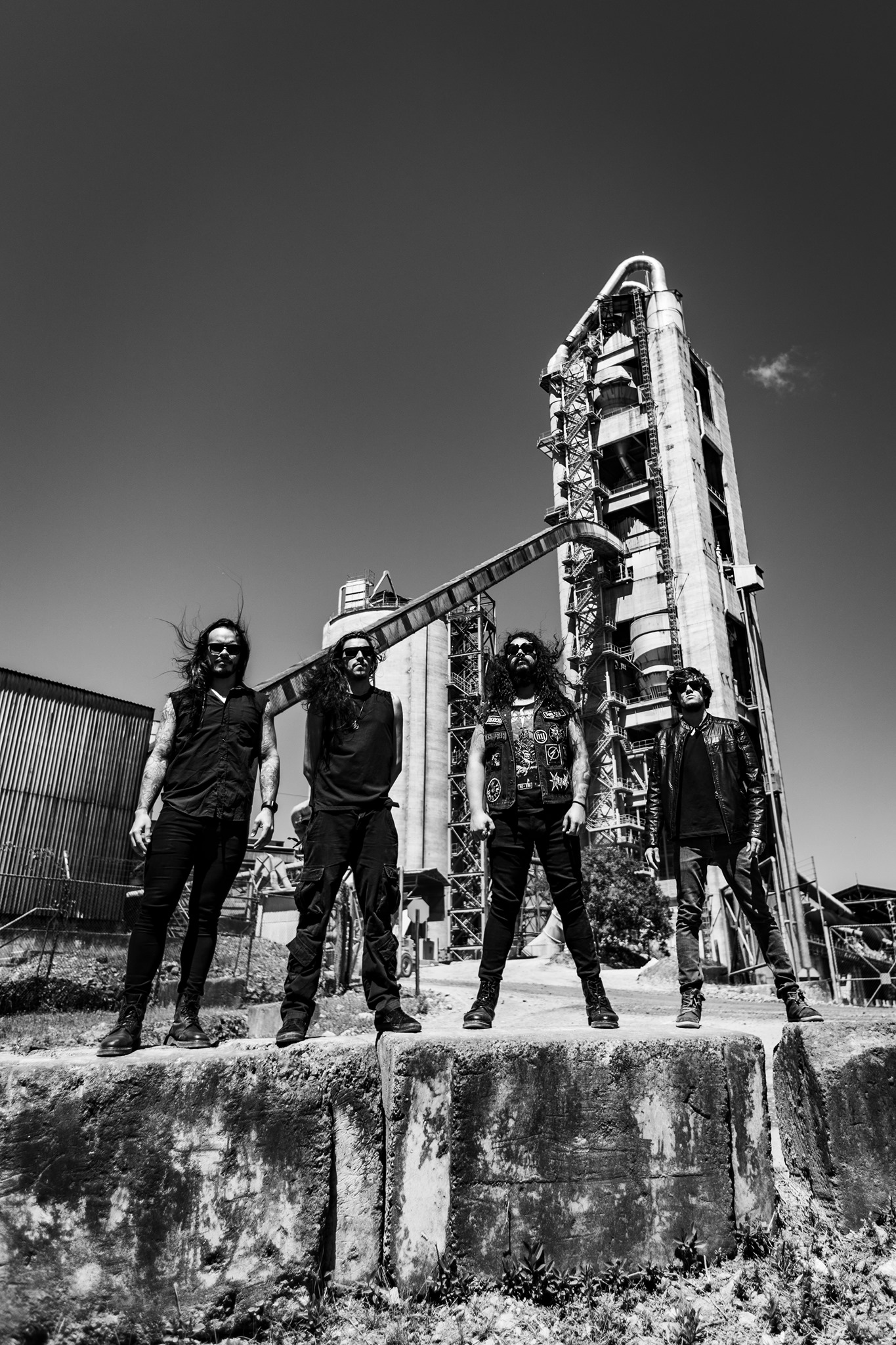
De izquierda a derecha: Hammer (bajo), KV (Guitarra), Jos Raley (Guitarra, voz), Alezandra
Jackal (Batería).

Heresy es una banda Costarricense de heavy metal fundada en San José, Costa Rica en abril del año 2011. La agrupación se destaca por una ecléctica mezcla de múltiples ramas del heavy metal empleadas para expresar temáticas antirreligiosas, disconformidad social y lucha personal. Actualmente se conforma por Jos Raley (guitarra y voz), Carlos Chanto "Hammer" (bajo), Kevin Venegas "KV" (guitarra) y Alan Jackal (batería).

## Inicios
Desde sus inicios, Heresy se destaca por su gran participación en eventos musicales a nivel local y comienza a recibir la atención de productoras para participar en conciertos al lado de bandas como Sodom (2012 - In War and Pieces Tour 2012) y seguido de esta, Testament (2013 - The Dark Roots of Thrash Tour 2013).
En 2012, Heresy lanza su primer material discográfico Worldwide Inquisition, el cual es bien aceptado por la crítica y los fanes. Este material se promociona a nivel internacional y se lleva al exterior a países de la región como Nicaragua, Panama, Honduras, Guatemala y El Salvador. En 2013 el baterista David Roda deja la banda, siendo reemplazado por Dennis Abrahams.

## European Inquisition Tour (2014)
Para inicios del 2014, Heresy parte a lo que sería su primera gira europea (European Inquisition Tour 2014) completando exitosamente un total de 9 de fechas en el Este de Europa y culminando con una presentación en el Underwall Festival en Zadar, Croacia. Sepultura, Benediction, Sinister son algunas de las bandas con las que compartirían cartelera en dicha fecha. Este año, dado el éxito de esta gira, Heresy firma representación con la productora Rumana Axa Valaha.

## Stakeburners: European Trials Tour (2015)
El éxito rotundo de la primera gira fue catalizador para que durante el 2014, se anunciase lo que sería la segunda gira europea, a efectuarse en el año 2015. The European Trials Tour 2015, con un total de 35 shows y 15 países recorridos, se convirtió así en una de las giras más extensas realizadas por una banda de metal costarricense en Europa.

## Heresy y Metallica
En 2016 Heresy comienza a trabajar en su segundo disco de lleno. En noviembre de 2016, como parte de la gira "Hardwired…To Self-Destruct World Tour", Metallica recopila la información de las bandas costarricenses y entre ellos y la promotora local Evenpro, escogen a Heresy para compartir tarima ese día. El cuarteto toca su repertorio frente a 30.000 centroamericanos en el Estadio Nacional de Costa Rica con una excelente respuesta del público en su presentación y con comentarios positivos del cuarteto estadounidense.

## Blasphēmia y The False Messiah Tour
Durante la grabación del nuevo material, Kevin Bertarioni deja la banda para continuar con sus proyectos, y Kevin Venegas "KV", se integra a la banda en su lugar. El 31 de octubre de 2018, es lanzado el segundo Larga Duración de Heresy llamado "Blasphēmia". El disco incluye 7 temas y fue producido por Heresy y Marcos Monnerat; de igual manera sería mezclado por Marcos Monnerat y luego masterizado en Fascination Street Studios por Jens Bogren. La portada fue hecha por Eliran Kantor y evidencia la blasfemia de pintar el acto de concepción que hace al aludido "Mesías" humano como nosotros. La portada fue censurada en redes sociales y distribuidores musicales. El "Blasphēmia" contiene 3 singles (Downpour, The Pagan, Suiciety) que fueron lanzados con sus propias portadas hechas por Samuel Mills de Defame Art y Gilbert Miranda de Lingua Mortis Artworks. El primer tiraje del álbum fue distribuido por la disquera polaca Pest Records. 

Este disco sería la antesala para la tercera gira de Heresy en Europa comenzando en noviembre de 2018 y terminando en febrero de 2019. La gira llevó por nombre "The False Messiah Tour 18-19". La gira incluyó 30 fechas durante el invierno europeo en países como Alemania, Italia, República Checa, Macedonia del Norte (primer acto centroamericano en tocar en este país), Bulgaria, Eslovenia, Rumania, entre otros. La gira concluye en febrero de 2019 y se convierte en la gira más extensa de una banda metal proveniente de Centroamérica.

## Deny The Gods (2019-2020)
Tras regresar triunfantes de su gira de invierno 2018-2019, Heresy retorna al estudio inmediatamente en su tierra natal junto con su productor Marcos Monnerat en Stereorat Studios para llevar a cabo lo que sería la grabación de su segundo EP, Deny The Gods. Este material sería la culminación de un proceso creativo llevado a cabo en la misma gira que lo antecedió e incluiría temas mucho más oscuros y arrasadores que su predecesor, el exitoso Blasphemia. Into the Lake of Fire, el primer sencillo, así como los temas que lo acompañan, Kingdoom Come y Deny The Gods, tomarían el podio como tres de los temas más arrasadores de la discografía de la banda hasta el momento. El material sería lanzado el 25 de diciembre del año 2019, en un gesto de desprecio a la imagen universalizada del mesías solar y los efectos que este tipo de creencias han tenido sobre el mundo moderno. El arte de este lanzamiento fue confeccionado por el pintor checo Vladimir "Smerdulak" Chebakov. Este evidencia una interpretación bíblica sobre el surgimiento de la bestia relatada en el libro del Apocalipsis, el dragón de 7 cabezas emergiendo de un lago de fuego.

## Voracity (EP) y un nuevo Heresy (2021)

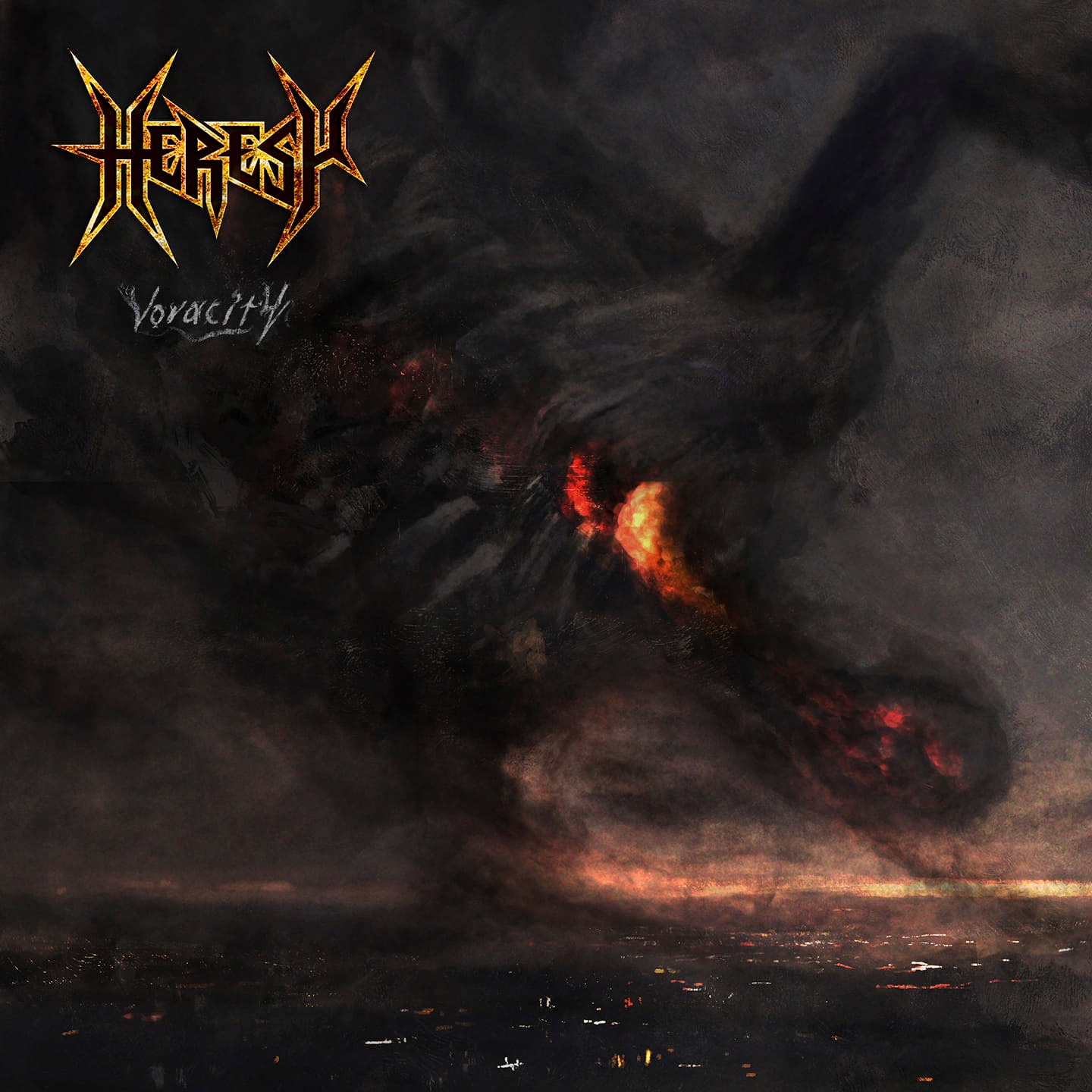
Voracity (2021), portada por Stan Ivan.

Tras la llegada de la Pandemia Mundial del COVID-19 a su país natal de Costa Rica, la banda sufre varios cambios de alineación con la salida de su bajista Blop Heresy y su baterista Dennis Abrahams, quienes en el año 2021 serán sucedidos por los nuevos integrantes Carlos Chanto “Hammer” en el bajo y Alan Jackal en la batería. Es de este modo como una nueva generación de Heresy se embarca nuevamente en un proceso creativo que culminaría en el EP “Voracity”, una recopilación de cuatro sencillos independientes lanzados a lo largo del año entre los meses de julio y octubre. Dicho lanzamiento buscaría anunciar una nueva era para la banda, demostrado a través de algunos de los temas más rápidos y agresivos que Heresy ha publicado en su historia, como lo fueron los sencillos Faith Destroyer y Annihilation. El material fue promovido a lo largo del año de manera local a través de múltiples conciertos. A pesar de las dificultades que la pandemia presentó para el mundo del entretenimiento a nivel mundial, el 2021 sirvió para consolidar a Heresy como uno de los principales promotores de heavy metal a nivel nacional apoyando a agrupaciones jóvenes del gremio a consolidarse dentro de la escena Costarricense. 

## Voracious Lunacy - Voracitour (2022)
El lanzamiento del EP "Voracity" sería solo el comienzo para lo que sería el 2022 para Heresy. Con el apoyo de sus hermanos de la banda de Thrash Metal Exorcizphobia, oriundos de la República Checa, el EP Voracity se convertiría en un Split LP al unirse al EP "Friend of Lunacy" de los anteriormente mencionados para así formar el lanzamiento "VORACIOUS LUNACY". Este material sería la punta de lanza para llevar a cabo la cuarta gira internacional de Heresy, el "Voracitour". Dicha gira daría inicio en Costa Rica para luego extenderse por Latinoamérica para una serie de fechas en Panamá y México, hasta dar el inicio a su segmento Europeo en el mes de julio para extenderse hasta el mes de agosto. El Voracitour Europeo 2022 significaría una gira histórica para la banda, siendo esta la primera en la que la banda tendría la oportunidad de participar en festivales de verano de primer nivel, entre los cuales destacarían el legendario festival Obscene Extreme (Trutnov, República Checa) y EXIT Festival (Novi Sad, Serbia), entre muchos otros.    

## Discografía

### Sencillos

#### 2014: Rebuilding The Beast
1. Rebuilding The Beast  (08:30)

2021:
1. Faith Destroyer                      (4:19)
2. Operation Disaster                 (3:27)
3. Generation Genocide             (4:41)
4. Annihilation                            (6:03)

### Álbumes y EPs
2011: Heretics To The Fire (EP)
1. Heretics To The Fire  (00:59)
2. Burn                           (04:30)
3. Witch                          (05:11)
4. Worldwide Inquisition (05:25)

#### 2012: Worldwide Inquisition
1. Heretics To The Fire -Intro- (01:00)
2. Burn                                     (04:14)
3. Awakening                           (03:49)
4. The Human God                  (04:28)
5. Speak                                  (04:09)
6. Involution                             (06:16)
7. Facing The Shepherd          (05:11)
8. Worldwide Inquisition           (05:34)

2018: Blasphēmia
1. Downpour                              (04:30)
2. Last Night God Talked to Me (06:58)
3. The Pagan                             (04:50)
4. The Hive                                (03:33)
5. Sharpointing                          (06:07)
6. Suiciety                                  (05:15)
7. Blasphēmia                            (03:47)

2019: Deny the Gods (EP)
1. Into the Lake of Fire               (5:31)
2. The Crowning                         (1:13)
3. Kingdoom Comes                   (4:36)
4. Longinus                                 (1:31)
5. Deny the Gods                       (3:48)

2021: Voracity (EP)
1. Faith Destroyer                      (4:19)
2. Operation Disaster                 (3:27)
3. Annihilation                            (6:03)
4. Generation Genocide             (4:41)

### Grabaciones en vivo
2020: Wallachian Inquisition (Live in Bucharest)
1. Facing the Shepherd              (3:58)
2. Involution                                (5:46)
3. Burn                                        (3:52)

2020: Aquelarre ( Heredia en Vivo)
1. Last Night God Talked to Me  (6:12)
2. Facing the Shepherd              (4:10)
3. Into the Lake of Fire                (4:37)
4. The Pagan                              (5:35)
5. Human God                            (3:52)
6. Sharp Pointing                        (6:29)
7. Kingdoom Come                     (4:56)
8. Suiciety                                   (5:42)